# Mazinho Oliveira
Mazinho Oliveira (sinh ngày 26 tháng 12 năm 1965) là một cầu thủ bóng đá người Brasil‎‎.

## Đội tuyển bóng đá quốc gia Brasil‎‎
Mazinho Oliveira thi đấu cho đội tuyển bóng đá quốc gia Brasil‎‎ từ năm 1990 đến 1991.

## Thống kê sự nghiệp
| Đội tuyển bóng đá Brasil | Đội tuyển bóng đá Brasil | Đội tuyển bóng đá Brasil |
| Năm                      | Trận                     | Bàn                      |
| ------------------------ | ------------------------ | ------------------------ |
| 1990                     | 1                        | 0                        |
| 1991                     | 9                        | 2                        |
| Tổng cộng                | 10                       | 2                        |